# Myospila pallidicornis
Myospila pallidicornis är en tvåvingeart som först beskrevs av Jacques-Marie-Frangile Bigot 1888.  Myospila pallidicornis ingår i släktet Myospila och familjen husflugor. Inga underarter finns listade i Catalogue of Life.